# Панов Дмитро Пантелійович
Дмитро Пантелійович Панов (нар. 30 жовтня 1910, Приморсько-Ахтарськ, Кубанська область, Російська імперія — пом. 1994, Київ, Україна) — радянський льотчик штурмової та винищувальної авіації, учасник Японсько-китайської та Другої світової війн, письменник.

## Біографія
Дмитро Пантелійович Панов народився 30 жовтня 1910 в станиці Приморсько-Ахтарськ, в родині селян переселенців Панових — Пантелея Яковича, пращури якого переселились сюди у 1861 та Фекли Назарівни (Саф'ян, село Фастівець Васильківского повіту), дочки переселенців з Київської губернії.
Мав сестру та двох братів. Дитинство було важким — на цей період припали: Перша світова війна, Жовтневий переворот, Громадянська війна, смерть батька. У 1918 закінчив 1-ий клас школи для іногородніх та повернувся до навчання лише у 1926. В цей час брав участь у будівництві рибозаводу, пізніше працював на ньому. Одночасно закінчує лікнеп, потім 4-й клас вечірньої школи та поступає на навчання до Ахтарського рибного технікуму. 1930, за путівкою від підприємства, їде до Москви, де, у березні 1932, закінчує робітфак і готується вступати до МОСРИБВТУЗу, щоб стати фахівцем з рибного господарства.

## Військова кар'єра

### Початок
У 1932 Дмитра Панова призивають до лав РСЧА і, за його особистим бажанням стати винищувачем, у червні направляють на навчання до Качинської військової авіаційної школи, котру закінчив 14 грудня 1933 в званні К-4. По червень 1934 навчався на курсах командирів ланок.

### Київський особливий військовий округ
Після закінчення курсів, в званні К-6 був направлений для проходження подальшої служби у Українському військовому окрузі до 1-го загону, 13-ї ескадрильї штурмовиків, 81-ї штурмової авіаційної бригади, що базувалася у Києві на аеродромі в Жулянах. У 1938 відряджено у розпорядження райвійськкомату Сталінського району, де займався переобліком запасного особового складу Червоної армії. Пізніше спрямований для перенавчання на винищувач І-16 і для продовження служби у місті Василькові у 2-й полк, створений на базі 2-ї ескадрильї, в подальшому переформований у 43-й винищувальний авіаційний полк (ВАП). Цього ж року призначається комісаром цієї ескадрильї, а пізніше, переведено на посаду комісара 4-ї ескадрильї, 43-го ВАПу.

### Бойові дії в Китаї

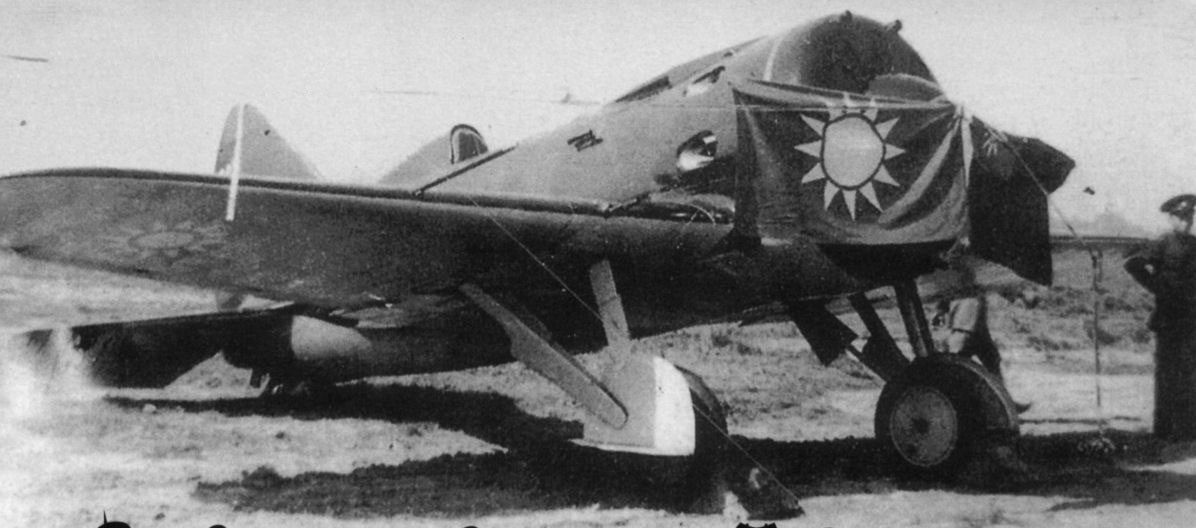
І-16 з китайськими опізнавальними знаками — основний літак, що використовувався ВПС Китаю та радянськими добровольцями

У червні 1939 надійшов наказ 4-й ескадрильї терміново вирушати до Москви. Після спеціальної підготовки, група льотчиків відбула до Китаю.
Від липня 1939 по березень 1940 брав участь у бойових діях в Китаї проти ВПС Японії, у складі групи винищувачів під командуванням Степана Супруна.

### Напередодні Другої світової війни
Після відрядження, повернувся до 43-го ВАПу, на посаду комісара 3-ї ескадрильї. Від вересня 1940 по січень 1941 одночасно виконував обов'язки командира і комісара ескадрильї.
Був знайомий по службі із видатними радянськими військовими льотчиками, зокрема: Левом Шестаковим, Сергієм Грицевцем, Костянтином Коккінакі, Павлом Ричаговим (страчений у жовтні 1941 по т.з. «Справі авіаторів») та іншими.

### Німецько-радянська війна
Під час війни, від червня 1941 по травень 1945, воював на різних фронтах, зокрема брав участь у: Обороні Києва, битві за Харків, Сталінградський битві, Міус-фронті, Донбаський операції, у Румунії та Угорщині.
Безпосередньо брав участь у бойових вилітах ескадрильї. По листопад 1942 був військовим комісаром 3-й ескадрильї 43-го ВАП. З листопада 1942 — замполіт 2-го ВАПу, 85-го Гвардійського ВАПу (командир — Василь Шишкін). В останньому повітряному бою, 4 травня 1945, збив 13-й за ліком літак супротивника (винищувач Messerschmitt Bf 109). Війну закінчив гвардії підполковником, на посаді заступника командира полку по політичній частині.

## Спогади «Росіяни на снігу: доля людини на тлі історичної заметілі»
Дмитро Пантелійович Панов є автором книги спогадів «Росіяни на снігу: доля людини на тлі історичної заметілі» (рос. «Русские на снегу: судьба человека на фоне исторической метели»), видані у Львові видавництвом «СПОЛОМ» у 2003.

## Сім'я
Дружина Віра, дочка (1934), сини Олександр (1941) і Віталій (1947—2018).
Останні роки жив у Києві. Помер у 1994.

## Нагороди
Дмитро Пантелійович Панов тричі нагороджений Орденом Червоного Прапора, Орденом Вітчизняної війни 1-го та 2-го ступеню, Орденом Червоної Зірки та медалями СРСР.